# Cristian Romero
Cristian Gabriel Romero (Córdoba, 27 aprile 1998) è un calciatore argentino, difensore del Tottenham, di cui è capitano, e della nazionale argentina, con cui è diventato campione del mondo nel 2022 oltre che campione del Sud America nel 2021 e nel 2024.

## Caratteristiche tecniche
Ha iniziato a giocare nel ruolo di terzino destro per essere poi spostato a difensore centrale. Grintoso, veloce e con una notevole forza fisica, risulta abile sia in marcatura sia in fase di anticipo. Dotato, inoltre, di buoni tempi di gioco e di una spiccata personalità, sa rendersi pericoloso con efficaci progressioni offensive. La sua foga agonistica lo porta a ricevere spesso sanzioni disciplinari.

## Carriera

### Club

#### Gli inizi
Cresciuto nel settore giovanile del Belgrano, il 28 agosto 2016 esordisce in prima squadra nella prima giornata del campionato argentino persa 1-0 contro l'Independiente. Il 22 settembre seguente debutta in Coppa Sudamericana, giocando la partita di andata vinta per 2-1 contro i brasiliani del Coritiba. Conclude la sua prima stagione con 15 presenze totali mentre, nell'annata seguente, gioca solo 5 partite, di cui 2 in Copa Argentina.

#### Genoa
Durante il mercato estivo del 2018 si trasferisce a titolo definitivo al Genoa per 4 milioni di euro. Con l’arrivo del tecnico Ivan Jurić, esordisce con la maglia dei liguri in Serie A il 20 ottobre contro la Juventus (1-1), facendosi notare per l'ottima prova offerta. La settimana seguente sigla il suo primo gol in carriera nel pareggio per 2-2 contro l'Udinese, venendo successivamente espulso. Torna al gol il 5 maggio 2019 siglando il gol del pareggio nella gara casalinga contro la Roma (1-1).
Il 13 luglio successivo viene acquistato dalla Juventus per 26 milioni di euro, che lo lascia in prestito ai liguri fino al termine della stagione 2019-2020. Parte subito titolare sia all'esordio in Coppa Italia, vinto 4-1 contro l'Imolese, sia a quello di campionato pareggiato 3-3 con la Roma. Nell'ultima giornata di Serie A segna il gol del 3-0 contro il Verona, importante per la salvezza dei rossoblù; tuttavia, viene anche espulso nel corso del match per doppia ammonizione.

#### Atalanta
Rientrato alla Juventus, il 5 settembre 2020 viene prelevato in prestito biennale dall'Atalanta per 4 milioni di euro, con un diritto di riscatto fissato a 16 milioni più bonus. Esordisce con i nerazzurri il 30 settembre nella vittoria esterna per 4-1 in Serie A contro la Lazio. Il 21 ottobre debutta in UEFA Champions League nel successo per 0-4 contro il Midtjylland, fornendo a Duván Zapata l'assist per il primo gol dei nerazzurri. Nella gara di ritorno contro i danesi, il 1º dicembre, firma la rete del definitivo pareggio (1-1): è il suo primo gol con i nerazzurri, nonché suo primo assoluto nelle competizioni UEFA per club. Il 23 gennaio 2021 apre le marcature nel successo in casa del Milan per 3-0. A fine anno viene premiato come miglior difensore del campionato.

#### Tottenham
Il 6 agosto 2021, dopo aver perfezionato il suo acquisto a titolo definitivo dalla Juventus, i bergamaschi lo cedono al Tottenham in prestito con diritto di opzione. Il 30 agosto 2022 viene riscattato dai londinesi, che spendono 50 milioni per lui, portando a termine così la cessione più remunerativa nella storia della Dea.
In seguito alla partenza di Son Heung-min, il 13 agosto 2025 l'allenatore Thomas Frank nomina proprio Romero come nuovo capitano del club londinese.

### Nazionale
Nel 2017 partecipa con la nazionale Under-20 argentina al campionato sudamericano di categoria.
Il 3 giugno 2021 esordisce con la nazionale maggiore nella gara pareggiata 1-1 contro il Cile mentre, cinque giorni dopo, mette a segno la sua prima rete nella partita terminata 2-2 contro la Colombia. Convocato per la Copa América dal ct Lionel Scaloni, gioca tre partite del torneo, tra cui la finale vinta per 1-0 con il Brasile. Convocato per il Mondiale del 2022 disputatosi in Qatar, diventa un pilastro della difesa argentina, con cui vince il titolo mondiale il 18 dicembre contro la Francia al Luisail Iconic Stadium, battuta 7-5 dopo i calci di rigore.
Il 5 giugno 2025 indossa per la prima volta la fascia di capitano dell'Albiceleste nel successo esterno contro il Cile (0-1).

## Statistiche

### Presenze e reti nei club
Statistiche aggiornate al 13 agosto 2025.
| Stagione         | Squadra          | Campionato       | Campionato | Campionato | Coppe nazionali | Coppe nazionali | Coppe nazionali | Coppe continentali | Coppe continentali | Coppe continentali | Altre coppe | Altre coppe | Altre coppe | Totale | Totale |
| Stagione         | Squadra          | Comp             | Pres       | Reti       | Comp            | Pres            | Reti            | Comp               | Pres               | Reti               | Comp        | Pres        | Reti        | Pres   | Reti   |
| ---------------- | ---------------- | ---------------- | ---------- | ---------- | --------------- | --------------- | --------------- | ------------------ | ------------------ | ------------------ | ----------- | ----------- | ----------- | ------ | ------ |
| 2016-2017        | Belgrano         | PD               | 13         | 0          | CA              | 0               | 0               | CS                 | 2                  | 0                  | -           | -           | -           | 15     | 0      |
| 2017-2018        | Belgrano         | PD               | 3          | 0          | CA              | 2               | 0               | -                  | -                  | -                  | -           | -           | -           | 5      | 0      |
| Totale Belgrano  | Totale Belgrano  | Totale Belgrano  | 16         | 0          |                 | 2               | 0               |                    | 2                  | 0                  |             | -           | -           | 20     | 0      |
| 2018-2019        | Genoa            | A                | 27         | 2          | CI              | 0               | 0               | -                  | -                  | -                  | -           | -           | -           | 27     | 2      |
| 2019-2020        | Genoa            | A                | 30         | 1          | CI              | 3               | 0               | -                  | -                  | -                  | -           | -           | -           | 33     | 1      |
| Totale Genoa     | Totale Genoa     | Totale Genoa     | 57         | 3          |                 | 3               | 0               |                    | -                  | -                  |             | -           | -           | 60     | 3      |
| 2020-2021        | Atalanta         | A                | 31         | 2          | CI              | 4               | 0               | UCL                | 7                  | 1                  | -           | -           | -           | 42     | 3      |
| 2021-2022        | Tottenham        | PL               | 22         | 1          | FACup+CdL       | 2+2             | 0               | UECL               | 4                  | 0                  | -           | -           | -           | 30     | 1      |
| 2022-2023        | Tottenham        | PL               | 27         | 0          | FACup+CdL       | 0               | 0               | UCL                | 7                  | 0                  | -           | -           | -           | 34     | 0      |
| 2023-2024        | Tottenham        | PL               | 33         | 5          | FACup+CdL       | 1+0             | 0               | -                  | -                  | -                  | -           | -           | -           | 34     | 5      |
| 2024-2025        | Tottenham        | PL               | 18         | 1          | FACup+CdL       | 0+1             | 0               | UEL                | 7                  | 0                  | -           | -           | -           | 26     | 1      |
| 2025-2026        | Tottenham        | PL               | 0          | 0          | FACup+CdL       | 0               | 0               | UCL                | 0                  | 0                  | SU          | 1           | 1           | 1      | 1      |
| Totale Tottenham | Totale Tottenham | Totale Tottenham | 100        | 7          |                 | 6               | 0               |                    | 18                 | 0                  |             | 1           | 1           | 125    | 8      |
| Totale carriera  | Totale carriera  | Totale carriera  | 203        | 12         |                 | 15              | 0               |                    | 27                 | 1                  |             | 1           | 1           | 246    | 14     |

### Cronologia presenze e reti in nazionale
| Cronologia completa delle presenze e delle reti in nazionale ― Argentina | Cronologia completa delle presenze e delle reti in nazionale ― Argentina | Cronologia completa delle presenze e delle reti in nazionale ― Argentina | Cronologia completa delle presenze e delle reti in nazionale ― Argentina | Cronologia completa delle presenze e delle reti in nazionale ― Argentina | Cronologia completa delle presenze e delle reti in nazionale ― Argentina | Cronologia completa delle presenze e delle reti in nazionale ― Argentina | Cronologia completa delle presenze e delle reti in nazionale ― Argentina |
| Data                                                                     | Città                                                                    | In casa                                                                  | Risultato                                                                | Ospiti                                                                   | Competizione                                                             | Reti                                                                     | Note                                                                     |
| ------------------------------------------------------------------------ | ------------------------------------------------------------------------ | ------------------------------------------------------------------------ | ------------------------------------------------------------------------ | ------------------------------------------------------------------------ | ------------------------------------------------------------------------ | ------------------------------------------------------------------------ | ------------------------------------------------------------------------ |
| 3-6-2021                                                                 | Santiago del Estero                                                      | Argentina                                                                | 1 – 1                                                                    | Cile                                                                     | Qual. Mondiali 2022                                                      | -                                                                        | 52’                                                                      |
| 8-6-2021                                                                 | Barranquilla                                                             | Colombia                                                                 | 2 – 2                                                                    | Argentina                                                                | Qual. Mondiali 2022                                                      | 1                                                                        | 45+9’ 64’                                                                |
| 18-6-2021                                                                | Brasilia                                                                 | Argentina                                                                | 1 – 0                                                                    | Uruguay                                                                  | Coppa America 2021 - 1º turno                                            | -                                                                        |                                                                          |
| 21-6-2021                                                                | Brasilia                                                                 | Argentina                                                                | 1 – 0                                                                    | Paraguay                                                                 | Coppa America 2021 - 1º turno                                            | -                                                                        |                                                                          |
| 10-7-2021                                                                | Rio de Janeiro                                                           | Argentina                                                                | 1 – 0                                                                    | Brasile                                                                  | Coppa America 2021 - Finale                                              | -                                                                        | 78’                                                                      |
| 7-10-2021                                                                | Asunción                                                                 | Paraguay                                                                 | 0 – 0                                                                    | Argentina                                                                | Qual. Mondiali 2022                                                      | -                                                                        |                                                                          |
| 10-10-2021                                                               | Buenos Aires                                                             | Argentina                                                                | 3 – 0                                                                    | Uruguay                                                                  | Qual. Mondiali 2022                                                      | -                                                                        |                                                                          |
| 14-10-2021                                                               | Buenos Aires                                                             | Argentina                                                                | 1 – 0                                                                    | Perù                                                                     | Qual. Mondiali 2022                                                      | -                                                                        |                                                                          |
| 12-11-2021                                                               | Montevideo                                                               | Uruguay                                                                  | 0 – 1                                                                    | Argentina                                                                | Qual. Mondiali 2022                                                      | -                                                                        |                                                                          |
| 16-11-2021                                                               | San Juan                                                                 | Argentina                                                                | 0 – 0                                                                    | Brasile                                                                  | Qual. Mondiali 2022                                                      | -                                                                        | 46’ 53’                                                                  |
| 1-6-2022                                                                 | Londra                                                                   | Italia                                                                   | 0 – 3                                                                    | Argentina                                                                | Coppa dei Campioni CONMEBOL-UEFA 2022                                    | -                                                                        | 85’                                                                      |
| 27-9-2022                                                                | Harrison                                                                 | Argentina                                                                | 3 – 0                                                                    | Giamaica                                                                 | Amichevole                                                               | -                                                                        |                                                                          |
| 22-11-2022                                                               | Lusail                                                                   | Argentina                                                                | 1 – 2                                                                    | Arabia Saudita                                                           | Mondiali 2022 - 1º turno                                                 | -                                                                        | 59’                                                                      |
| 26-11-2022                                                               | Lusail                                                                   | Argentina                                                                | 2 – 0                                                                    | Messico                                                                  | Mondiali 2022 - 1º turno                                                 | -                                                                        | 69’                                                                      |
| 30-11-2022                                                               | Doha                                                                     | Polonia                                                                  | 0 – 2                                                                    | Argentina                                                                | Mondiali 2022 - 1º turno                                                 | -                                                                        |                                                                          |
| 3-12-2022                                                                | Al Rayyan                                                                | Argentina                                                                | 2 – 1                                                                    | Australia                                                                | Mondiali 2022 - Ottavi di finale                                         | -                                                                        |                                                                          |
| 9-12-2022                                                                | Lusail                                                                   | Paesi Bassi                                                              | 2 – 2 dts (3 – 4 dtr)                                                    | Argentina                                                                | Mondiali 2022 - Quarti di finale                                         | -                                                                        | 45’ 78’                                                                  |
| 13-12-2022                                                               | Lusail                                                                   | Argentina                                                                | 3 – 0                                                                    | Croazia                                                                  | Mondiali 2022 - Semifinale                                               | -                                                                        | 68’                                                                      |
| 18-12-2022                                                               | Lusail                                                                   | Argentina                                                                | 3 – 3 dts (4 – 2 dtr)                                                    | Francia                                                                  | Mondiali 2022 - Finale                                                   | -                                                                        |                                                                          |
| 23-3-2023                                                                | Buenos Aires                                                             | Argentina                                                                | 2 – 0                                                                    | Panama                                                                   | Amichevole                                                               | -                                                                        |                                                                          |
| 15-6-2023                                                                | Pechino                                                                  | Argentina                                                                | 2 – 0                                                                    | Australia                                                                | Amichevole                                                               | -                                                                        |                                                                          |
| 19-6-2023                                                                | Giacarta                                                                 | Indonesia                                                                | 0 – 2                                                                    | Argentina                                                                | Amichevole                                                               | 1                                                                        |                                                                          |
| 7-9-2023                                                                 | Buenos Aires                                                             | Argentina                                                                | 1 – 0                                                                    | Ecuador                                                                  | Qual. Mondiali 2026                                                      | -                                                                        |                                                                          |
| 12-9-2023                                                                | La Paz                                                                   | Bolivia                                                                  | 0 – 3                                                                    | Argentina                                                                | Qual. Mondiali 2026                                                      | -                                                                        |                                                                          |
| 12-10-2023                                                               | Buenos Aires                                                             | Argentina                                                                | 1 – 0                                                                    | Paraguay                                                                 | Qual. Mondiali 2026                                                      | -                                                                        |                                                                          |
| 17-10-2023                                                               | Lima                                                                     | Perù                                                                     | 0 – 2                                                                    | Argentina                                                                | Qual. Mondiali 2026                                                      | -                                                                        | 46’                                                                      |
| 16-11-2023                                                               | Buenos Aires                                                             | Argentina                                                                | 0 – 2                                                                    | Uruguay                                                                  | Qual. Mondiali 2026                                                      | -                                                                        | 77’                                                                      |
| 21-11-2023                                                               | Rio de Janeiro                                                           | Brasile                                                                  | 0 – 1                                                                    | Argentina                                                                | Qual. Mondiali 2026                                                      | -                                                                        |                                                                          |
| 22-3-2024                                                                | Filadelfia                                                               | Argentina                                                                | 3 – 0                                                                    | El Salvador                                                              | Amichevole                                                               | 1                                                                        | 73’                                                                      |
| 26-3-2024                                                                | Los Angeles                                                              | Argentina                                                                | 3 – 1                                                                    | Costa Rica                                                               | Amichevole                                                               | -                                                                        |                                                                          |
| 9-6-2024                                                                 | Chicago                                                                  | Argentina                                                                | 1 – 0                                                                    | Ecuador                                                                  | Amichevole                                                               | -                                                                        |                                                                          |
| 21-6-2024                                                                | Atlanta                                                                  | Argentina                                                                | 2 – 0                                                                    | Canada                                                                   | Coppa America 2024 - 1º turno                                            | -                                                                        |                                                                          |
| 25-6-2024                                                                | East Rutherford                                                          | Cile                                                                     | 0 – 1                                                                    | Argentina                                                                | Coppa America 2024 - 1º turno                                            | -                                                                        |                                                                          |
| 4-7-2024                                                                 | Houston                                                                  | Argentina                                                                | 1 – 1 (4 – 2 dtr)                                                        | Ecuador                                                                  | Coppa America 2024 - Quarti di finale                                    | -                                                                        |                                                                          |
| 9-7-2024                                                                 | East Rutherford                                                          | Argentina                                                                | 2 – 0                                                                    | Canada                                                                   | Coppa America 2024 - Semifinale                                          | -                                                                        |                                                                          |
| 14-7-2024                                                                | Miami Gardens                                                            | Argentina                                                                | 1 – 0 dts                                                                | Colombia                                                                 | Coppa America 2024 - Finale                                              | -                                                                        |                                                                          |
| 5-9-2024                                                                 | Buenos Aires                                                             | Argentina                                                                | 3 – 0                                                                    | Cile                                                                     | Qual. Mondiali 2026                                                      | -                                                                        |                                                                          |
| 10-9-2024                                                                | Barranquilla                                                             | Colombia                                                                 | 2 – 1                                                                    | Argentina                                                                | Qual. Mondiali 2026                                                      | -                                                                        |                                                                          |
| 15-10-2024                                                               | Buenos Aires                                                             | Argentina                                                                | 6 – 0                                                                    | Bolivia                                                                  | Qual. Mondiali 2026                                                      | -                                                                        |                                                                          |
| 14-11-2024                                                               | Asunción                                                                 | Paraguay                                                                 | 2 – 1                                                                    | Argentina                                                                | Qual. Mondiali 2026                                                      | -                                                                        | 46’                                                                      |
| 21-3-2025                                                                | Montevideo                                                               | Uruguay                                                                  | 0 – 1                                                                    | Argentina                                                                | Qual. Mondiali 2026                                                      | -                                                                        |                                                                          |
| 25-3-2025                                                                | Buenos Aires                                                             | Argentina                                                                | 4 – 1                                                                    | Brasile                                                                  | Qual. Mondiali 2026                                                      | -                                                                        |                                                                          |
| 5-6-2025                                                                 | Santiago del Cile                                                        | Cile                                                                     | 0 – 1                                                                    | Argentina                                                                | Qual. Mondiali 2026                                                      | -                                                                        | cap. 90+2’                                                               |
| 10-6-2025                                                                | Buenos Aires                                                             | Argentina                                                                | 1 – 1                                                                    | Colombia                                                                 | Qual. Mondiali 2026                                                      | -                                                                        |                                                                          |
| Totale                                                                   |                                                                          | Presenze                                                                 | 44                                                                       |                                                                          | Reti                                                                     | 3                                                                        |                                                                          |

## Palmarès

### Club
- UEFA Europa League: 1

Tottenham: 2024-2025

### Nazionale
- Coppa America: 2

Brasile 2021, Stati Uniti 2024
- Coppa dei Campioni CONMEBOL-UEFA: 1

Finalissima 2022
- Campionato mondiale: 1

Qatar 2022

### Individuale
- Premi Lega Serie A: 1

Miglior difensore: 2020-2021
- Squadre ideale della Copa América: 2

Brasile 2021, Stati Uniti 2024
- All-Star Team del Campionato mondiale di calcio: 1

Qatar 2022
- Calciatore della stagione della UEFA Europa League: 1

2024-2025